# بوصير طبراني
البوصير الطبراني (باللاتينية: Verbascum tiberiadis) نوع نباتي يتبع جنس البوصير من الفصيلة الغدبية.

## الموئل والانتشار
موطنه بلاد الشام.